# Máfil

Máfil é uma comuna chilena localizada na Província de Valdivia, Região de Los Rios. O nome foi utilizado já pelo nativos, os mapuche huilliches, os quais falavam acerca de máfil, que em mapudungun significa abraçado entre rios ou abraçado pelos rios, devido ao encontro dos rios Iñaque e Máfil os quais formam o rio Pichoy ou enseada de água doce.

## Localização
A sede da comuna está localizada a 39º 38' de latitude sul e 72º 57' de longitude oeste. Limita-se com Mariquina e Lanco ao norte, Panguipulli a leste, Valdivia e Los Lagos ao sul e Mariquina e Valdivia a oeste.

## Economia
Nesta comuna foram detectados importantes reservas carboníferas, as quais são de grande importância futura para o Chile.
Também vem se desenvolvendo nos últimos anos a área florestal, com a presença de várias empresas do setor industrial, destacando-se a exploração do pinheiro e do eucalipto, produtos que abastecem principalmente à "Celulosa Arauco", localizada na vizinha comuna de Mariquina.